# Twilight (trilha sonora)
Twilight: Original Motion Picture Soundtrack é a trilha sonora oficial do filme Crepúsculo (2008). O score foi composto por Carter Burwell, com o resto da trilha sonora sendo escolhida pela supervisora de música Alexandra Patsavas. O álbum Twilight: Original Motion Picture Soundtrack foi lançado no dia 4 de novembro de 2008 pela gravadora Chop Shop, em conjunto com a Atlantic Records nos Estados Unidos. O álbum estreou em #1 no Billboard 200, tendo vendido cerca de 165.000 cópias em sua primeira semana de lançamento; depois, permaneceu na parada musical por 48 semanas consecutivas. Também ganhou o certificado de platina duplo após vender dois milhões de cópias nos Estados Unidos.Twilight: The Score ficou disponível para download digital em 25 de novembro de 2008. O CD físico foi disponibilizado em 9 de dezembro. Mundialmente, a trilha sonora vendeu 3,5 milhões de cópias.
Twilight: Original Motion Picture Soundtrack foi nomeada ao 52º Grammy Awards, na categoria de "Melhor Trilha Sonora". Seu principal single, "Decode", também foi indicado na premiação, na categoria "Melhor Canção Escrita para Filme, Televisão ou Outra Mídia Visual".

## Trilha sonora original
A diretora do filme, Catherine Hardwicke revelou em uma entrevista para a MTV que a canção da banda de rock alternativo Muse estaria na trilha sonora do filme. Mais tarde revelou-se que essa música seria "Supermassive Black Hole". Ela também afirmou que duas canções escritas e cantadas por Robert Pattinson, que interpreta Edward Cullen, estariam na trilha. A trilha também inclui duas canções do Paramore, "I Caught Myself" e "Decode", que é o single principal. "Flightless Bird, American Mouth", de Iron & Wine, foi escolhida para entrar no filme pela intérprete de Bella Swan, Kristen Stewart. É notável na trilha sonora a ausência da música "15 Step", da banda Radiohead, que é tocada no filme durante a primeira metade dos créditos.

### Lista de faixas
| Faixas bônus do iTunes |                 |                           |                              |         |  |
| N.º                    | Título          | Compositor(es)            | Artista                      | Duração |  |
| 13.                    | "Let Me Sign"   | Marcus Foster, Bobby Long | Robert Pattinson             | 2:18    |  |
| 14.                    | "La Traviata"   | Giuseppe Verdi            | Royal Philharmonic Orchestra | 3:05    |  |
| 15.                    | "Clair de Lune" | Claude Debussy            | The APM Orchestra            | 5:58    |  |
| Duração total:         | Duração total:  | Duração total:            | Duração total:               | 56:21   |  |

| Twilight (Original Motion Picture Soundtrack) – Versão deluxe (Faixas bônus do CD) |                                              |                                          |                  |         |  |
| N.º                                                                                | Título                                       | Compositor(es)                           | Artista          | Duração |  |
| 13.                                                                                | "Love Is Worth The Fall"                     | Richard On Marc, Andrew Roberge          | O.A.R.           | 3:38    |  |
| 14.                                                                                | "Decode" (Acústico)                          | Hayley Williams, Josh Farro, Taylor York | Paramore         | 4:27    |  |
| 15.                                                                                | "Flightless Bird, American Mouth" (Ao vivo)  | Sam Beam                                 | Iron & Wine      | 4:14    |  |
| 16.                                                                                | "Spotlight" (Son Lux Remix)                  | Paul Meany                               | Mutemath         | 3:27    |  |
| 17.                                                                                | "Full Moon" (Appleblim And Komonazmuk Remix) | Simon Loard, Theo Keating                | The Black Ghosts | 4:53    |  |
| Duração total:                                                                     | Duração total:                               | Duração total:                           | Duração total:   | 1:05:39 |  |

| Twilight (Original Motion Picture Soundtrack) – Versão deluxe (DVD) |                                                               |                  |         |  |
| N.º                                                                 | Título                                                        | Artista          | Duração |  |
| 1.                                                                  | "Entrevista com Alex Patsavas" (Produtor musical de Twilight) |                  |         |  |
| 2.                                                                  | "Entrevista com Hayley Williams"                              |                  |         |  |
| 3.                                                                  | "Decode" (Videoclipe)                                         | Paramore         |         |  |
| 4.                                                                  | "Decode" (Beyond the video)                                   | Paramore         |         |  |
| 5.                                                                  | "Full Moon" (Videoclipe)                                      | The Black Ghosts |         |  |
| 6.                                                                  | "Flightless Bird, American Mouth" (Ao vivo)                   | Iron & Wine      |         |  |

Notas
- A primeira canção dos créditos finais, "15 Step" (3:59), da banda Radiohead, não foi incluída na trilha sonora.

### Formatos
- CD – Contendo as 15 faixas da trilha sonora.
- Download digital – Contendo as 15 faixas da versão em CD e mais 3 faixas bônus, "Let Me Sign", "La Traviata" e "Clair de Lune".
- CD/DVD – Versão deluxe da trilha sonora composta de um CD contendo as 15 faixas do CD padrão, mais 4 faixas bônus; "Love Is Worth the Fall", "Decode" (Acústico), "Flightless Bird, American Mouth" (Ao vivo), "Spotlight" (Son Lux Remix) e "Full Moon" (Appleblim & Komonazmuk Remix); além de um DVD contendo entrevistas, videoclipes, bastidores de gravação e apresentações ao vivo.[14]

### Singles
- "Decode", da banda Paramore, foi o primeiro single da trilha sonora. Foi lançado exclusivamente no The Official Paramore Fanclub e no site oficial de Stephenie Meyer em 1 de Outubro de 2008.[2] O videoclipe de "Decode" estreou em 3 de Novembro de 2008 e contém trechos do filme.[15]
- "Go All the Way (Into the Twilight)", de Perry Farrell, foi o segundo single, tendo estreado no site oficial de Stephenie Meyer em 23 de Outubro de 2008.[3]

### Performance
A trilha sonora Twilight estreou em #1 na Billboard 200, vendendo 165.000 cópias em sua primeira semana. Foi a terceira trilha sonora à chegar na #1 em 2008, depois de Juno e Mamma Mia! e é também a primeira à alcançar a#1 antes do lançamento do filme desde 8 Mile, em 2002. Depois do relançamento do álbum em uma versão deluxe, passou da posição#14 para a#3 na Billboard 200, vendendo 74.000 cópias - um aumento de 251% em vendas, comparando com a semana anterior. Permaneceu 20 semanas no top 10 da Billboard até o momento, o maior tempo para uma trilha sonora de filme desde City of Angels, que também esteve por 20 semanas, em 1998. Também é a trilha sonora com mais downloads pagos da história, com 412.000 downloads, entrando na#2 da lista da Nielsen SoundScan de 100 álbuns que mais venderam digitalmente em todos os tempos, ficando atrás apenas de Viva La Vida Or Death And All His Friends. - é também a trilha sonora que mais vendeu nos Estados Unidos desde Chicago, alcançando 1.788.000 cópias atualmente.
Ganhou o certificado de platina tripla da RIAA em outubro de 2009 nos Estados Unidos, após vender 3,5 milhões de cópias. O álbum também chegou à#1 na Nova Zelândia, em 9 de Fevereiro de 2009 e ganhou o certificado de Platina no país, o que representa vendas acima de 15.000 cópias, e o certificado de Ouro no México, por vendas superiores à 50.000 cópias. Em 2009, foi certificado duas vezes platina na Austrália.
| Parada musical (2008/2009)               | Melhor posição | Certificações |
| ---------------------------------------- | -------------- | ------------- |
| Billboard 200                            | 1              | 2× Platina    |
| Billboard Top Soundtracks                | 1              | 2× Platina    |
| México AMPROFON Albums Chart             | 5              | Ouro          |
| México Top 20 International Albums Chart | 2              | Ouro          |
| Austrália ARIA Albums Chart              | 3              | 2× Platina    |
| Nova Zelândia RIANZ Top 40 Albums Chart  | 1              | Platina       |
| França Albums Top 150                    | 4              |               |
| Suíça Albums Top 100                     | 8              |               |
| Áustria Top 75 Albums Chart              | 2              |               |
| Finlândia Top 40 Albums Chart            | 14             |               |
| Espanha Albums Top 100                   | 17             |               |
| Alemanha Albums Top 50                   | 4              | Platina       |

## Score
Carter Burwell compôs e e orquestrou o score de Twilight em um período de 9 à 10 semanas e foi gravado e mixado em cerca de duas semanas, no final de Setembro de 2008. Ele começou o score com um "Love Theme" para o relacionamento de Bella e Edward, uma variação do que se tornou "Bella's Lullaby", que Robert Pattinson toca no filme e que também está incluído no Twilight Original Motion Picture Soundtrack.Twilight: The Score foi lançado digitalmente em 25 de Novembro de 2008 e nas lojas em 9 de Dezembro.

### Faixas
1. "How I Would Die" – 1:53
2. "Who Are They?" – 3:26
3. "Treaty" – 1:59
4. "Phascination Phase" – 2:04
5. "Humans Are Predators Too" – 2:04
6. "I Dreamt of Edward" – 1:06
7. "I Know What You Are" – 2:37
8. "The Most Dangerous Predator" – 2:22
9. "The Skin of a Killer" – 2:58
10. "The Lion Fell in Love with the Lamb" – 3:10
11. "Complications" – 1:11
12. "Dinner with His Family" – 0:38
13. "I Would Be the Meal" – 1:24
14. "Bella's Lullaby" – 2:19
15. "Nomads" – 3:51
16. "Stuck Here Like Mom" – 1:40
17. "Bella Is Part of the Family" – 1:24
18. "Tracking" – 2:19
19. "In Place of Someone You Love" – 1:45
20. "Showdown in the Ballet Studio" – 4:50
21. "Edward at Her Bed" – 1:05

### Performance
| Parada (2008)               | Melhor posição |
| --------------------------- | -------------- |
| Billboard 200               | 65             |
| Billboard Top Soundtracks   | 4              |
| Austrália ARIA Albums Chart | 52             |